# 西湘
西湘（せいしょう）は、神奈川県の相模湾沿岸西部の地域の総称。2市8町から構成される。

## 概要
広義の湘南地域の中でも特に風光明媚とされる西部を狭義の湘南と区別して呼称する広域地名である。ただし、湘南の範囲が一定でないため、西湘も範囲は必ずしも一定しない。
静岡県とは地理的には同じ相模灘に面しているため、特に熱海市の交流が盛んである。1871年（明治4年）第1次府県統合から1876年（明治9年）第2次府県統合までは静岡県のうち伊豆国が同じ足柄県であった。

## 西湘の範囲

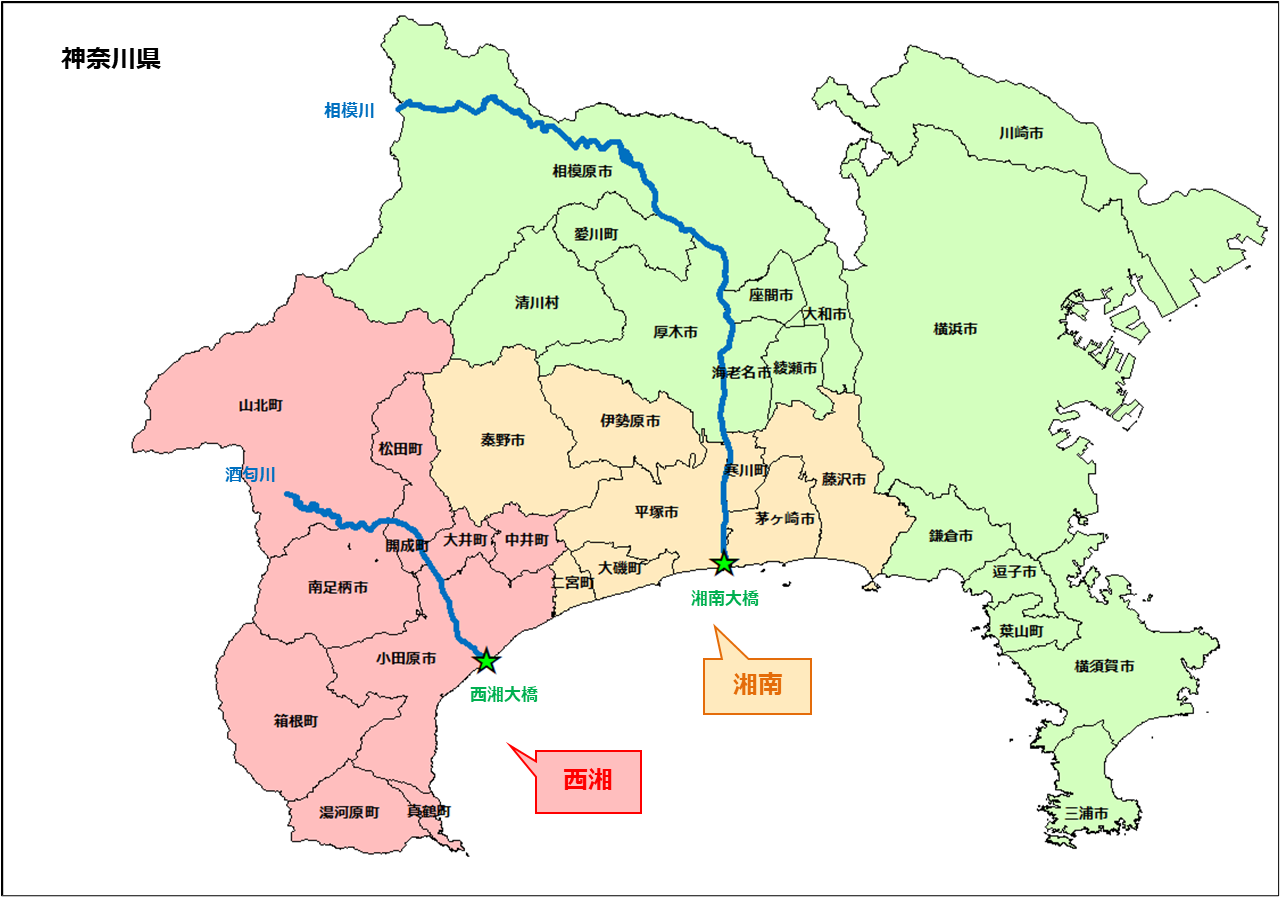
西湘の範囲（背景色が赤色の自治体）

- 2市8町のうち、1市5町を足柄上として、1市3町を狭義の西湘とする場合もある[注 1]。

狭義の西湘
- 小田原市
- 足柄下郡
  - 箱根町
  - 真鶴町
  - 湯河原町

広義の西湘
狭義の西湘に加えて
- 南足柄市
- 足柄上郡
  - 中井町
  - 大井町
  - 松田町
  - 開成町
  - 山北町

## 使用例
- 西湘バイパスは中郡大磯町（湘南）から小田原市（西湘）までを結んでいる。
- 小田原市に神奈川県立西湘高等学校がある。
- かながわ西湘農業協同組合は2市8町を管轄地域としている。
- SeishoCinemaFesは2018年（平成30年）から開催されている映画祭である。

## 公共機関
- かつての神奈川県の行政区域は、小田原市・足柄下郡の1市3町を西湘とし、小田原市にある小田原合同庁舎に「西湘地域県政総合センター」置いていた。2012年（平成24年）に南足柄市・足柄上郡の1市3町を管轄する「足柄上地域県政総合センター」と統合し、2市8町を県西として「県西地域県政総合センター」が設置された[1][2][3]。
- 横浜地方気象台の気象警報や天気予報の発表区域の「市町村等をまとめた地域[注 2]」では、小田原市・足柄下郡の1市3町を西湘、南足柄市・足柄上郡の1市5町を足柄上としている[4]。
- 交付される自動車のナンバープレートは神奈川運輸支局湘南自動車検査登録事務所の管轄であることから「湘南ナンバー」が交付される[5]。

### 警察
神奈川県警察の警察署の管轄は以下の通り。
- 小田原警察署（小田原市に所在）
  - 小田原市
  - 足柄下郡
- 松田警察署（足柄上郡松田町に所在）
  - 南足柄市
  - 足柄上郡

### 消防
消防本部の管轄は以下の通り。
- 小田原市消防本部
  - 小田原市
  - 南足柄市[注 3]
  - 足柄上郡[注 4]
- 湯河原町消防本部[注 5]
  - 足柄下郡
    - 湯河原町
    - 真鶴町
- 箱根町消防本部
  - 箱根町

### 裁判所・検察庁
裁判所、検察庁ともに2市8町全域を管轄する。

#### 裁判所
- 横浜地方裁判所小田原支部[注 6]
- 横浜家庭裁判所小田原支部[注 6]
- 小田原簡易裁判所

#### 検察庁
- 横浜地方検察庁小田原支部[注 6]
- 小田原区検察庁

## 交通

### 鉄道
- 東日本旅客鉄道（JR東日本）
  -  東海道線[注 7]
- 東海旅客鉄道（JR東海）
  -  東海道新幹線
  -  御殿場線[注 8]
- 小田急電鉄
  -  小田原線
- 小田急箱根[注 9]
  -  鉄道線（箱根登山電車）
  -  鋼索線（箱根登山ケーブルカー）
  -  箱根ロープウェイ（早雲山線・桃源台線）
- 伊豆箱根鉄道[注 10]
  -  大雄山線
- プリンスホテル[注 10]
  - 箱根 駒ヶ岳ロープウェー

### バス路線
- 伊豆箱根バス[注 10]
- 富士急湘南バス
- 神奈川中央交通（神奈川中央交通[注 11]）
- 箱根登山バス[注 11]
- 東海バス[注 11]

### 道路

#### 高速道路・有料道路
道路法に基づく高速道路のほかに道路運送法に基づき一般企業が管理する有料道路がある。
- 中日本高速道路（NEXCO中日本）が管理
  - E1 東名高速道路
  - E1A 新東名高速道路（事業中）[注 12]
  - E84 西湘バイパス
  - E85 小田原厚木道路
- 神奈川県道路公社が管理
  - 真鶴道路（新道）[注 13]
- 箱根ターンパイク[注 14]
  - D18aD18b 箱根ターンパイク[注 15]
- 芦ノ湖スカイラインが管理
  - 芦ノ湖スカイライン
- 伊豆箱根鉄道[注 10]が管理
  - 湯河原パークウェイ

#### 一般国道
一般国道は以下の通り。
- 国道1号
- 国道135号
- 国道138号
- 国道246号
- 国道255号

#### 県道
ここでは県道のうち主要地方道のみを挙げる。一般県道は700番台が割り振られている。
- 神奈川県道70号秦野清川線
- 神奈川県道71号秦野二宮線
- 神奈川県道72号松田国府津線
- 神奈川県道73号小田原停車場線
- 神奈川県道74号小田原山北線
- 神奈川県道75号湯河原箱根仙石原線
- 神奈川県道76号山北藤野線
- 神奈川県道77号平塚松田線
- 神奈川県道78号御殿場大井線

## 市外局番
市外局番は以下の通り。どちらとも同じ小田原MAなので市内料金となるが、市外局番が異なるため、相互通話の際には市外局番が必要。NTT東日本神奈川事業部神奈川西支店の担当。
0465
- 箱根町を除く2市7町

0460
- 箱根町

## 変遷表
| 所 属 郡    | 明治以前       | 明治元年 - 明治22年  | 明治元年 - 明治22年    | 明治22年 4月1日 町村制施行 | 明治22年 - 明治45年          | 大正元年 - 昭和19年                    | 大正元年 - 昭和19年              | 昭和20年 - 昭和24年           | 昭和25年 - 昭和29年             | 昭和30年 - 昭和34年           | 昭和35年 - 現在               | 現在     |
| ----------- | -------------- | -------------------- | ---------------------- | -------------------------- | ---------------------------- | -------------------------------------- | -------------------------------- | ----------------------------- | ------------------------------- | ----------------------------- | ----------------------------- | -------- |
| 足 柄 上 郡 | 藤沢村         | 藤沢村               | 藤沢村                 | 中村                       | 明治41年4月1日 中井村        | 中井村                                 | 中井村                           | 中井村                        | 中井村                          | 昭和33年12月1日 町制 中井町   | 中井町                        | 中井町   |
| 足 柄 上 郡 | 久所村         | 久所村               | 久所村                 | 中村                       | 明治41年4月1日 中井村        | 中井村                                 | 中井村                           | 中井村                        | 中井村                          | 昭和33年12月1日 町制 中井町   | 中井町                        | 中井町   |
| 足 柄 上 郡 | 北田村         | 北田村               | 北田村                 | 中村                       | 明治41年4月1日 中井村        | 中井村                                 | 中井村                           | 中井村                        | 中井村                          | 昭和33年12月1日 町制 中井町   | 中井町                        | 中井町   |
| 足 柄 上 郡 | 遠藤村         | 遠藤村               | 遠藤村                 | 中村                       | 明治41年4月1日 中井村        | 中井村                                 | 中井村                           | 中井村                        | 中井村                          | 昭和33年12月1日 町制 中井町   | 中井町                        | 中井町   |
| 足 柄 上 郡 | 田中村         | 田中村               | 田中村                 | 中村                       | 明治41年4月1日 中井村        | 中井村                                 | 中井村                           | 中井村                        | 中井村                          | 昭和33年12月1日 町制 中井町   | 中井町                        | 中井町   |
| 足 柄 上 郡 | 半分形村       | 半分形村             | 半分形村               | 中村                       | 明治41年4月1日 中井村        | 中井村                                 | 中井村                           | 中井村                        | 中井村                          | 昭和33年12月1日 町制 中井町   | 中井町                        | 中井町   |
| 足 柄 上 郡 | 岩倉村         | 岩倉村               | 岩倉村                 | 中村                       | 明治41年4月1日 中井村        | 中井村                                 | 中井村                           | 中井村                        | 中井村                          | 昭和33年12月1日 町制 中井町   | 中井町                        | 中井町   |
| 足 柄 上 郡 | 古怒田村       | 古怒田村             | 古怒田村               | 中村                       | 明治41年4月1日 中井村        | 中井村                                 | 中井村                           | 中井村                        | 中井村                          | 昭和33年12月1日 町制 中井町   | 中井町                        | 中井町   |
| 足 柄 上 郡 | 鴨沢村         | 鴨沢村               | 鴨沢村                 | 中村                       | 明治41年4月1日 中井村        | 中井村                                 | 中井村                           | 中井村                        | 中井村                          | 昭和33年12月1日 町制 中井町   | 中井町                        | 中井町   |
| 足 柄 上 郡 | 雑色村         | 雑色村               | 雑色村                 | 中村                       | 明治41年4月1日 中井村        | 中井村                                 | 中井村                           | 中井村                        | 中井村                          | 昭和33年12月1日 町制 中井町   | 中井町                        | 中井町   |
| 足 柄 上 郡 | 松本村         | 松本村               | 松本村                 | 中村                       | 明治41年4月1日 中井村        | 中井村                                 | 中井村                           | 中井村                        | 中井村                          | 昭和33年12月1日 町制 中井町   | 中井町                        | 中井町   |
| 足 柄 上 郡 | 比奈窪村       | 比奈窪村             | 比奈窪村               | 中村                       | 明治41年4月1日 中井村        | 中井村                                 | 中井村                           | 中井村                        | 中井村                          | 昭和33年12月1日 町制 中井町   | 中井町                        | 中井町   |
| 足 柄 上 郡 | 境村           | 境村                 | 境村                   | 中村                       | 明治41年4月1日 中井村        | 中井村                                 | 中井村                           | 中井村                        | 中井村                          | 昭和33年12月1日 町制 中井町   | 中井町                        | 中井町   |
| 足 柄 上 郡 | 境別所村       | 境別所村             | 境別所村               | 中村                       | 明治41年4月1日 中井村        | 中井村                                 | 中井村                           | 中井村                        | 中井村                          | 昭和33年12月1日 町制 中井町   | 中井町                        | 中井町   |
| 足 柄 上 郡 | 井ノ口村       | 井ノ口村             | 井ノ口村               | 井ノ口村                   | 明治41年4月1日 中井村        | 中井村                                 | 中井村                           | 中井村                        | 中井村                          | 昭和33年12月1日 町制 中井町   | 中井町                        | 中井町   |
| 足 柄 上 郡 | 篠窪村         | 篠窪村               | 篠窪村                 | 上中村                     | 上中村                       | 上中村                                 | 上中村                           | 昭和21年11月3日 相和村        | 相和村                          | 昭和31年4月1日 大井町         | 大井町                        | 大井町   |
| 足 柄 上 郡 | 柳村           | 柳村                 | 柳村                   | 上中村                     | 上中村                       | 上中村                                 | 上中村                           | 昭和21年11月3日 相和村        | 相和村                          | 昭和31年4月1日 大井町         | 大井町                        | 大井町   |
| 足 柄 上 郡 | 高尾村         | 高尾村               | 高尾村                 | 上中村                     | 上中村                       | 上中村                                 | 上中村                           | 昭和21年11月3日 相和村        | 相和村                          | 昭和31年4月1日 大井町         | 大井町                        | 大井町   |
| 足 柄 上 郡 | 赤田村         | 赤田村               | 赤田村                 | 上中村                     | 上中村                       | 上中村                                 | 上中村                           | 昭和21年11月3日 相和村        | 相和村                          | 昭和31年4月1日 大井町         | 大井町                        | 大井町   |
| 足 柄 上 郡 | 山田村         | 山田村               | 山田村                 | 山田村                     | 山田村                       | 山田村                                 | 山田村                           | 昭和21年11月3日 相和村        | 相和村                          | 昭和31年4月1日 大井町         | 大井町                        | 大井町   |
| 足 柄 上 郡 | 金子村         | 金子村               | 金子村                 | 金田村                     | 金田村                       | 金田村                                 | 金田村                           | 金田村                        | 金田村                          | 昭和31年4月1日 大井町         | 大井町                        | 大井町   |
| 足 柄 上 郡 | 金手村         | 金手村               | 金手村                 | 金田村                     | 金田村                       | 金田村                                 | 金田村                           | 金田村                        | 金田村                          | 昭和31年4月1日 大井町         | 大井町                        | 大井町   |
| 足 柄 上 郡 | 上曽我村       | 上曽我村             | 上曽我村               | 曽我村                     | 曽我村                       | 曽我村                                 | 曽我村                           | 曽我村                        | 曽我村                          | 昭和31年4月1日 大井町         | 大井町                        | 大井町   |
| 足 柄 上 郡 | 曽我大沢村     | 曽我大沢村           | 曽我大沢村             | 曽我村                     | 曽我村                       | 曽我村                                 | 曽我村                           | 曽我村                        | 曽我村                          | 昭和31年4月1日 大井町         | 大井町                        | 大井町   |
| 足 柄 上 郡 | 鬼柳村         | 鬼柳村               | 鬼柳村                 | 曽我村                     | 曽我村                       | 曽我村                                 | 曽我村                           | 曽我村                        | 曽我村                          | 昭和31年4月1日 大井町         | 大井町                        | 大井町   |
| 足 柄 上 郡 | 下大井村       | 下大井村             | 下大井村               | 曽我村                     | 曽我村                       | 曽我村                                 | 曽我村                           | 曽我村                        | 曽我村                          | 昭和31年4月1日 大井町         | 大井町                        | 大井町   |
| 足 柄 上 郡 | 上大井村       | 上大井村             | 上大井村               | 曽我村                     | 曽我村                       | 曽我村                                 | 曽我村                           | 曽我村                        | 曽我村                          | 昭和31年4月1日 小田原市に編入 | 小田原市                      | 小田原市 |
| 足 柄 上 郡 | 西大井村       | 西大井村             | 西大井村               | 曽我村                     | 曽我村                       | 曽我村                                 | 曽我村                           | 曽我村                        | 曽我村                          | 昭和31年4月1日 小田原市に編入 | 小田原市                      | 小田原市 |
| 足 柄 上 郡 | 曽比村         | 曽比村               | 曽比村                 | 桜井村                     | 桜井村                       | 桜井村                                 | 桜井村                           | 桜井村                        | 昭和25年12月18日 小田原市に編入 | 小田原市                      | 小田原市                      | 小田原市 |
| 足 柄 上 郡 | 栢山村         | 栢山村               | 栢山村                 | 桜井村                     | 桜井村                       | 桜井村                                 | 桜井村                           | 桜井村                        | 昭和25年12月18日 小田原市に編入 | 小田原市                      | 小田原市                      | 小田原市 |
| 足 柄 下 郡 | 小田原府内各町 | 明治4年 小田原駅     | 明治8年 小田原駅幸町   | 小田原町                   | 小田原町                     | 小田原町                               | 昭和15年12月20日 小田原市        | 小田原市                      | 小田原市                        | 小田原市                      | 小田原市                      | 小田原市 |
| 足 柄 下 郡 | 小田原府内各町 | 明治4年 小田原駅     | 明治8年 小田原駅万年町 | 小田原町                   | 小田原町                     | 小田原町                               | 昭和15年12月20日 小田原市        | 小田原市                      | 小田原市                        | 小田原市                      | 小田原市                      | 小田原市 |
| 足 柄 下 郡 | 小田原府内各町 | 明治4年 小田原駅     | 明治8年 小田原駅新玉町 | 小田原町                   | 小田原町                     | 小田原町                               | 昭和15年12月20日 小田原市        | 小田原市                      | 小田原市                        | 小田原市                      | 小田原市                      | 小田原市 |
| 足 柄 下 郡 | 小田原府内各町 | 明治4年 小田原駅     | 明治8年 小田原駅緑町   | 小田原町                   | 小田原町                     | 小田原町                               | 昭和15年12月20日 小田原市        | 小田原市                      | 小田原市                        | 小田原市                      | 小田原市                      | 小田原市 |
| 足 柄 下 郡 | 小田原府内各町 | 明治4年 小田原駅     | 明治8年 小田原駅十字町 | 小田原町                   | 小田原町                     | 小田原町                               | 昭和15年12月20日 小田原市        | 小田原市                      | 小田原市                        | 小田原市                      | 小田原市                      | 小田原市 |
| 足 柄 下 郡 | 久野村         | 久野村               | 久野村                 | 久野村                     | 明治41年4月1日 足柄村        | 昭和15年2月11日 町制 足柄町            | 昭和15年12月20日 小田原市        | 小田原市                      | 小田原市                        | 小田原市                      | 小田原市                      | 小田原市 |
| 足 柄 下 郡 | 谷津村         | 谷津村               | 谷津村                 | 蘆子村                     | 明治41年4月1日 足柄村        | 昭和15年2月11日 町制 足柄町            | 昭和15年12月20日 小田原市        | 小田原市                      | 小田原市                        | 小田原市                      | 小田原市                      | 小田原市 |
| 足 柄 下 郡 | 荻窪村         | 荻窪村               | 荻窪村                 | 蘆子村                     | 明治41年4月1日 足柄村        | 昭和15年2月11日 町制 足柄町            | 昭和15年12月20日 小田原市        | 小田原市                      | 小田原市                        | 小田原市                      | 小田原市                      | 小田原市 |
| 足 柄 下 郡 | 中島村         | 中島村               | 中島村                 | 蘆子村                     | 明治41年4月1日 足柄村        | 昭和15年2月11日 町制 足柄町            | 昭和15年12月20日 小田原市        | 小田原市                      | 小田原市                        | 小田原市                      | 小田原市                      | 小田原市 |
| 足 柄 下 郡 | 町田村         | 町田村               | 町田村                 | 蘆子村                     | 明治41年4月1日 足柄村        | 昭和15年2月11日 町制 足柄町            | 昭和15年12月20日 小田原市        | 小田原市                      | 小田原市                        | 小田原市                      | 小田原市                      | 小田原市 |
| 足 柄 下 郡 | 池上村         | 池上村               | 池上村                 | 蘆子村                     | 明治41年4月1日 足柄村        | 昭和15年2月11日 町制 足柄町            | 昭和15年12月20日 小田原市        | 小田原市                      | 小田原市                        | 小田原市                      | 小田原市                      | 小田原市 |
| 足 柄 下 郡 | 井細田村       | 井細田村             | 井細田村               | 二川村                     | 明治41年4月1日 足柄村        | 昭和15年2月11日 町制 足柄町            | 昭和15年12月20日 小田原市        | 小田原市                      | 小田原市                        | 小田原市                      | 小田原市                      | 小田原市 |
| 足 柄 下 郡 | 多古村         | 多古村               | 多古村                 | 二川村                     | 明治41年4月1日 足柄村        | 昭和15年2月11日 町制 足柄町            | 昭和15年12月20日 小田原市        | 小田原市                      | 小田原市                        | 小田原市                      | 小田原市                      | 小田原市 |
| 足 柄 下 郡 | 今井村         | 今井村               | 今井村                 | 二川村                     | 明治41年4月1日 足柄村        | 昭和15年2月11日 町制 足柄町            | 昭和15年12月20日 小田原市        | 小田原市                      | 小田原市                        | 小田原市                      | 小田原市                      | 小田原市 |
| 足 柄 下 郡 | 蓮正寺村       | 蓮正寺村             | 蓮正寺村               | 富水村                     | 明治41年4月1日 足柄村        | 昭和15年2月11日 町制 足柄町            | 昭和15年12月20日 小田原市        | 小田原市                      | 小田原市                        | 小田原市                      | 小田原市                      | 小田原市 |
| 足 柄 下 郡 | 中曽根村       | 中曽根村             | 中曽根村               | 富水村                     | 明治41年4月1日 足柄村        | 昭和15年2月11日 町制 足柄町            | 昭和15年12月20日 小田原市        | 小田原市                      | 小田原市                        | 小田原市                      | 小田原市                      | 小田原市 |
| 足 柄 下 郡 | 飯田岡村       | 飯田岡村             | 飯田岡村               | 富水村                     | 明治41年4月1日 足柄村        | 昭和15年2月11日 町制 足柄町            | 昭和15年12月20日 小田原市        | 小田原市                      | 小田原市                        | 小田原市                      | 小田原市                      | 小田原市 |
| 足 柄 下 郡 | 堀之内村       | 堀之内村             | 堀之内村               | 富水村                     | 明治41年4月1日 足柄村        | 昭和15年2月11日 町制 足柄町            | 昭和15年12月20日 小田原市        | 小田原市                      | 小田原市                        | 小田原市                      | 小田原市                      | 小田原市 |
| 足 柄 下 郡 | 柳新田村       | 柳新田村             | 柳新田村               | 富水村                     | 明治41年4月1日 足柄村        | 昭和15年2月11日 町制 足柄町            | 昭和15年12月20日 小田原市        | 小田原市                      | 小田原市                        | 小田原市                      | 小田原市                      | 小田原市 |
| 足 柄 下 郡 | 小台村         | 小台村               | 小台村                 | 富水村                     | 明治41年4月1日 足柄村        | 昭和15年2月11日 町制 足柄町            | 昭和15年12月20日 小田原市        | 小田原市                      | 小田原市                        | 小田原市                      | 小田原市                      | 小田原市 |
| 足 柄 下 郡 | 新屋村         | 新屋村               | 新屋村                 | 富水村                     | 明治41年4月1日 足柄村        | 昭和15年2月11日 町制 足柄町            | 昭和15年12月20日 小田原市        | 小田原市                      | 小田原市                        | 小田原市                      | 小田原市                      | 小田原市 |
| 足 柄 下 郡 | 清水新田       | 清水新田             | 清水新田               | 富水村                     | 明治41年4月1日 足柄村        | 昭和15年2月11日 町制 足柄町            | 昭和15年12月20日 小田原市        | 小田原市                      | 小田原市                        | 小田原市                      | 小田原市                      | 小田原市 |
| 足 柄 下 郡 | 北窪村         | 北窪村               | 北窪村                 | 富水村                     | 明治41年4月1日 足柄村        | 昭和15年2月11日 町制 足柄町            | 昭和15年12月20日 小田原市        | 小田原市                      | 小田原市                        | 小田原市                      | 小田原市                      | 小田原市 |
| 足 柄 下 郡 | 府川村         | 府川村               | 府川村                 | 富水村                     | 明治41年4月1日 足柄村        | 昭和15年2月11日 町制 足柄町            | 昭和15年12月20日 小田原市        | 小田原市                      | 小田原市                        | 小田原市                      | 小田原市                      | 小田原市 |
| 足 柄 下 郡 | 穴部村         | 穴部村               | 穴部村                 | 富水村                     | 明治41年4月1日 足柄村        | 昭和15年2月11日 町制 足柄町            | 昭和15年12月20日 小田原市        | 小田原市                      | 小田原市                        | 小田原市                      | 小田原市                      | 小田原市 |
| 足 柄 下 郡 | 穴部新田       | 穴部新田             | 穴部新田               | 富水村                     | 明治41年4月1日 足柄村        | 昭和15年2月11日 町制 足柄町            | 昭和15年12月20日 小田原市        | 小田原市                      | 小田原市                        | 小田原市                      | 小田原市                      | 小田原市 |
| 足 柄 下 郡 | 板橋村         | 板橋村               | 板橋村                 | 大窪村                     | 大窪村                       | 大窪村                                 | 昭和15年12月20日 小田原市        | 小田原市                      | 小田原市                        | 小田原市                      | 小田原市                      | 小田原市 |
| 足 柄 下 郡 | 水野尾村       | 水野尾村             | 水野尾村               | 大窪村                     | 大窪村                       | 大窪村                                 | 昭和15年12月20日 小田原市        | 小田原市                      | 小田原市                        | 小田原市                      | 小田原市                      | 小田原市 |
| 足 柄 下 郡 | 風祭村         | 風祭村               | 風祭村                 | 大窪村                     | 大窪村                       | 大窪村                                 | 昭和15年12月20日 小田原市        | 小田原市                      | 小田原市                        | 小田原市                      | 小田原市                      | 小田原市 |
| 足 柄 下 郡 | 入生田村       | 入生田村             | 明治13年 入生田村      | 大窪村                     | 大窪村                       | 大窪村                                 | 昭和15年12月20日 小田原市        | 小田原市                      | 小田原市                        | 小田原市                      | 小田原市                      | 小田原市 |
| 足 柄 下 郡 | 後河原村       | 後河原村             | 明治13年 入生田村      | 大窪村                     | 大窪村                       | 大窪村                                 | 昭和15年12月20日 小田原市        | 小田原市                      | 小田原市                        | 小田原市                      | 小田原市                      | 小田原市 |
| 足 柄 下 郡 | 早川村         | 早川村               | 早川村                 | 早川村                     | 早川村                       | 早川村                                 | 昭和15年12月20日 小田原市        | 小田原市                      | 小田原市                        | 小田原市                      | 小田原市                      | 小田原市 |
| 足 柄 下 郡 | 網一色村       | 網一色村             | 網一色村               | 酒匂村                     | 酒匂村                       | 酒匂村                                 | 昭和15年12月20日 小田原市        | 小田原市                      | 小田原市                        | 小田原市                      | 小田原市                      | 小田原市 |
| 足 柄 下 郡 | 山王原村       | 山王原村             | 山王原村               | 酒匂村                     | 酒匂村                       | 酒匂村                                 | 昭和15年12月20日 小田原市        | 小田原市                      | 小田原市                        | 小田原市                      | 小田原市                      | 小田原市 |
| 足 柄 下 郡 | 酒匂村         | 酒匂村               | 酒匂村                 | 酒匂村                     | 酒匂村                       | 酒匂村                                 | 昭和17年4月1日 町制 酒匂町       | 酒匂町                        | 昭和29年12月1日 小田原市に編入  | 小田原市                      | 小田原市                      | 小田原市 |
| 足 柄 下 郡 | 小八幡村       | 小八幡村             | 小八幡村               | 酒匂村                     | 酒匂村                       | 酒匂村                                 | 昭和17年4月1日 町制 酒匂町       | 酒匂町                        | 昭和29年12月1日 小田原市に編入  | 小田原市                      | 小田原市                      | 小田原市 |
| 足 柄 下 郡 | 国府津村       | 国府津村             | 国府津村               | 国府津村                   | 国府津村                     | 大正13年4月1日 町制 国府津町           | 大正13年4月1日 町制 国府津町     | 国府津町                      | 昭和29年12月1日 小田原市に編入  | 小田原市                      | 小田原市                      | 小田原市 |
| 足 柄 下 郡 | 田島村         | 田島村               | 田島村                 | 田島村                     | 田島村                       | 田島村                                 | 田島村                           | 昭和23年4月1日 国府津町に編入 | 昭和29年12月1日 小田原市に編入  | 小田原市                      | 小田原市                      | 小田原市 |
| 足 柄 下 郡 | 石橋村         | 石橋村               | 石橋村                 | 石橋村                     | 石橋村                       | 大正2年4月1日 片浦村                   | 大正2年4月1日 片浦村             | 片浦村                        | 昭和29年12月1日 小田原市に編入  | 小田原市                      | 小田原市                      | 小田原市 |
| 足 柄 下 郡 | 米神村         | 米神村               | 米神村                 | 米神村                     | 米神村                       | 大正2年4月1日 片浦村                   | 大正2年4月1日 片浦村             | 片浦村                        | 昭和29年12月1日 小田原市に編入  | 小田原市                      | 小田原市                      | 小田原市 |
| 足 柄 下 郡 | 根府川村       | 根府川村             | 根府川村               | 根府川村                   | 根府川村                     | 大正2年4月1日 片浦村                   | 大正2年4月1日 片浦村             | 片浦村                        | 昭和29年12月1日 小田原市に編入  | 小田原市                      | 小田原市                      | 小田原市 |
| 足 柄 下 郡 | 江ノ浦村       | 江ノ浦村             | 江ノ浦村               | 江ノ浦村                   | 江ノ浦村                     | 大正2年4月1日 片浦村                   | 大正2年4月1日 片浦村             | 片浦村                        | 昭和29年12月1日 小田原市に編入  | 小田原市                      | 小田原市                      | 小田原市 |
| 足 柄 下 郡 | 曽我原村       | 曽我原村             | 曽我原村               | 下曽我村                   | 下曽我村                     | 下曽我村                               | 下曽我村                         | 下曽我村                      | 昭和29年12月1日 小田原市に編入  | 小田原市                      | 小田原市                      | 小田原市 |
| 足 柄 下 郡 | 曽我別所村     | 曽我別所村           | 曽我別所村             | 下曽我村                   | 下曽我村                     | 下曽我村                               | 下曽我村                         | 下曽我村                      | 昭和29年12月1日 小田原市に編入  | 小田原市                      | 小田原市                      | 小田原市 |
| 足 柄 下 郡 | 曽我谷津村     | 曽我谷津村           | 曽我谷津村             | 下曽我村                   | 下曽我村                     | 下曽我村                               | 下曽我村                         | 下曽我村                      | 昭和29年12月1日 小田原市に編入  | 小田原市                      | 小田原市                      | 小田原市 |
| 足 柄 下 郡 | 曽我岸村       | 曽我岸村             | 曽我岸村               | 下曽我村                   | 下曽我村                     | 下曽我村                               | 下曽我村                         | 下曽我村                      | 昭和29年12月1日 小田原市に編入  | 小田原市                      | 小田原市                      | 小田原市 |
| 足 柄 下 郡 | 高田村         | 高田村               | 高田村                 | 上府中村                   | 上府中村                     | 上府中村                               | 上府中村                         | 上府中村                      | 昭和29年12月1日 小田原市に編入  | 小田原市                      | 小田原市                      | 小田原市 |
| 足 柄 下 郡 | 千代村         | 千代村               | 千代村                 | 上府中村                   | 上府中村                     | 上府中村                               | 上府中村                         | 上府中村                      | 昭和29年12月1日 小田原市に編入  | 小田原市                      | 小田原市                      | 小田原市 |
| 足 柄 下 郡 | 永塚村         | 永塚村               | 永塚村                 | 上府中村                   | 上府中村                     | 上府中村                               | 上府中村                         | 上府中村                      | 昭和29年12月1日 小田原市に編入  | 小田原市                      | 小田原市                      | 小田原市 |
| 足 柄 下 郡 | 延清村         | 延清村               | 延清村                 | 上府中村                   | 上府中村                     | 上府中村                               | 上府中村                         | 上府中村                      | 昭和29年12月1日 小田原市に編入  | 小田原市                      | 小田原市                      | 小田原市 |
| 足 柄 下 郡 | 西大友村       | 西大友村             | 西大友村               | 上府中村                   | 上府中村                     | 上府中村                               | 上府中村                         | 上府中村                      | 昭和29年12月1日 小田原市に編入  | 小田原市                      | 小田原市                      | 小田原市 |
| 足 柄 下 郡 | 東大友村       | 東大友村             | 東大友村               | 上府中村                   | 上府中村                     | 上府中村                               | 上府中村                         | 上府中村                      | 昭和29年12月1日 小田原市に編入  | 小田原市                      | 小田原市                      | 小田原市 |
| 足 柄 下 郡 | 別堀村         | 別堀村               | 別堀村                 | 上府中村                   | 上府中村                     | 上府中村                               | 上府中村                         | 上府中村                      | 昭和29年12月1日 小田原市に編入  | 小田原市                      | 小田原市                      | 小田原市 |
| 足 柄 下 郡 | 下堀村         | 下堀村               | 下堀村                 | 下府中村                   | 下府中村                     | 下府中村                               | 下府中村                         | 昭和23年4月1日 小田原市に編入 | 小田原市                        | 小田原市                      | 小田原市                      | 小田原市 |
| 足 柄 下 郡 | 中里村         | 中里村               | 中里村                 | 下府中村                   | 下府中村                     | 下府中村                               | 下府中村                         | 昭和23年4月1日 小田原市に編入 | 小田原市                        | 小田原市                      | 小田原市                      | 小田原市 |
| 足 柄 下 郡 | 矢作村         | 矢作村               | 矢作村                 | 下府中村                   | 下府中村                     | 下府中村                               | 下府中村                         | 昭和23年4月1日 小田原市に編入 | 小田原市                        | 小田原市                      | 小田原市                      | 小田原市 |
| 足 柄 下 郡 | 鴨宮村         | 鴨宮村               | 鴨宮村                 | 下府中村                   | 下府中村                     | 下府中村                               | 下府中村                         | 昭和23年4月1日 小田原市に編入 | 小田原市                        | 小田原市                      | 小田原市                      | 小田原市 |
| 足 柄 下 郡 | 上新田村       | 上新田村             | 上新田村               | 下府中村                   | 下府中村                     | 下府中村                               | 下府中村                         | 昭和23年4月1日 小田原市に編入 | 小田原市                        | 小田原市                      | 小田原市                      | 小田原市 |
| 足 柄 下 郡 | 中新田村       | 中新田村             | 中新田村               | 下府中村                   | 下府中村                     | 下府中村                               | 下府中村                         | 昭和23年4月1日 小田原市に編入 | 小田原市                        | 小田原市                      | 小田原市                      | 小田原市 |
| 足 柄 下 郡 | 下新田村       | 下新田村             | 下新田村               | 下府中村                   | 下府中村                     | 下府中村                               | 下府中村                         | 昭和23年4月1日 小田原市に編入 | 小田原市                        | 小田原市                      | 小田原市                      | 小田原市 |
| 足 柄 下 郡 | 飯泉村         | 飯泉村               | 飯泉村                 | 豊川村                     | 豊川村                       | 豊川村                                 | 豊川村                           | 豊川村                        | 昭和29年7月15日 小田原市に編入  | 小田原市                      | 小田原市                      | 小田原市 |
| 足 柄 下 郡 | 成田村         | 成田村               | 成田村                 | 豊川村                     | 豊川村                       | 豊川村                                 | 豊川村                           | 豊川村                        | 昭和29年7月15日 小田原市に編入  | 小田原市                      | 小田原市                      | 小田原市 |
| 足 柄 下 郡 | 桑原村         | 桑原村               | 桑原村                 | 豊川村                     | 豊川村                       | 豊川村                                 | 豊川村                           | 豊川村                        | 昭和29年7月15日 小田原市に編入  | 小田原市                      | 小田原市                      | 小田原市 |
| 足 柄 下 郡 | 小船村         | 小船村               | 小船村                 | 下中村                     | 下中村                       | 下中村                                 | 下中村                           | 下中村                        | 下中村                          | 昭和30年4月1日 橘町           | 昭和46年4月1日 小田原市に編入 | 小田原市 |
| 足 柄 下 郡 | 中村原         | 中村原               | 中村原                 | 下中村                     | 下中村                       | 下中村                                 | 下中村                           | 下中村                        | 下中村                          | 昭和30年4月1日 橘町           | 昭和46年4月1日 小田原市に編入 | 小田原市 |
| 足 柄 下 郡 | 上町村         | 上町村               | 上町村                 | 下中村                     | 下中村                       | 下中村                                 | 下中村                           | 下中村                        | 下中村                          | 昭和30年4月1日 橘町           | 昭和46年4月1日 小田原市に編入 | 小田原市 |
| 足 柄 下 郡 | 沼代村         | 沼代村               | 沼代村                 | 下中村                     | 下中村                       | 下中村                                 | 下中村                           | 下中村                        | 下中村                          | 昭和30年4月1日 橘町           | 昭和46年4月1日 小田原市に編入 | 小田原市 |
| 足 柄 下 郡 | 小竹村         | 小竹村               | 小竹村                 | 下中村                     | 下中村                       | 下中村                                 | 下中村                           | 下中村                        | 下中村                          | 昭和30年4月1日 橘町           | 昭和46年4月1日 小田原市に編入 | 小田原市 |
| 足 柄 下 郡 | 前川村         | 前川村               | 前川村                 | 前羽村                     | 前羽村                       | 前羽村                                 | 前羽村                           | 前羽村                        | 前羽村                          | 昭和30年4月1日 橘町           | 昭和46年4月1日 小田原市に編入 | 小田原市 |
| 足 柄 下 郡 | 羽根尾村       | 羽根尾村             | 羽根尾村               | 前羽村                     | 前羽村                       | 前羽村                                 | 前羽村                           | 前羽村                        | 前羽村                          | 昭和30年4月1日 橘町           | 昭和46年4月1日 小田原市に編入 | 小田原市 |
| 足 柄 下 郡 | 門川村         | 門川村               | 門川村                 | 土肥村                     | 土肥村                       | 大正15年7月1日 町制改称 湯河原町       | 大正15年7月1日 町制改称 湯河原町 | 湯河原町                      | 湯河原町                        | 昭和30年4月1日 湯河原町       | 湯河原町                      | 湯河原町 |
| 足 柄 下 郡 | 城堀村         | 城堀村               | 城堀村                 | 土肥村                     | 土肥村                       | 大正15年7月1日 町制改称 湯河原町       | 大正15年7月1日 町制改称 湯河原町 | 湯河原町                      | 湯河原町                        | 昭和30年4月1日 湯河原町       | 湯河原町                      | 湯河原町 |
| 足 柄 下 郡 | 宮上村         | 宮上村               | 宮上村                 | 土肥村                     | 土肥村                       | 大正15年7月1日 町制改称 湯河原町       | 大正15年7月1日 町制改称 湯河原町 | 湯河原町                      | 湯河原町                        | 昭和30年4月1日 湯河原町       | 湯河原町                      | 湯河原町 |
| 足 柄 下 郡 | 宮下村         | 宮下村               | 宮下村                 | 土肥村                     | 土肥村                       | 大正15年7月1日 町制改称 湯河原町       | 大正15年7月1日 町制改称 湯河原町 | 湯河原町                      | 湯河原町                        | 昭和30年4月1日 湯河原町       | 湯河原町                      | 湯河原町 |
| 足 柄 下 郡 | 吉浜村         | 吉浜村               | 吉浜村                 | 吉浜村                     | 吉浜村                       | 昭和15年4月1日 町制 吉浜町             | 昭和15年4月1日 町制 吉浜町       | 吉浜町                        | 吉浜町                          | 昭和30年4月1日 湯河原町       | 湯河原町                      | 湯河原町 |
| 足 柄 下 郡 | 鍛冶屋村       | 鍛冶屋村             | 鍛冶屋村               | 吉浜村                     | 吉浜村                       | 昭和15年4月1日 町制 吉浜町             | 昭和15年4月1日 町制 吉浜町       | 吉浜町                        | 吉浜町                          | 昭和30年4月1日 湯河原町       | 湯河原町                      | 湯河原町 |
| 足 柄 下 郡 | 福浦村         | 福浦村               | 福浦村                 | 福浦村                     | 福浦村                       | 福浦村                                 | 福浦村                           | 福浦村                        | 福浦村                          | 昭和30年4月1日 湯河原町       | 湯河原町                      | 湯河原町 |
| 足 柄 下 郡 | 真鶴村         | 真鶴村               | 真鶴村                 | 真鶴村                     | 真鶴村                       | 昭和2年10月1日 町制 真鶴町             | 昭和2年10月1日 町制 真鶴町       | 真鶴町                        | 真鶴町                          | 昭和31年9月30日 真鶴町        | 真鶴町                        | 真鶴町   |
| 足 柄 下 郡 | 岩村           | 岩村                 | 岩村                   | 岩村                       | 岩村                         | 岩村                                   | 岩村                             | 岩村                          | 岩村                            | 昭和31年9月30日 真鶴町        | 真鶴町                        | 真鶴町   |
| 足 柄 下 郡 | 箱根宿         | 明治初年 改称 箱根駅 | 明治初年 改称 箱根駅   | 箱根駅                     | 明治25年10月29日 改称 箱根町 | 箱根町                                 | 箱根町                           | 箱根町                        | 昭和29年1月1日 箱根町           | 昭和31年9月30日 箱根町        | 箱根町                        | 箱根町   |
| 足 柄 下 郡 | 元箱根         | 元箱根               | 元箱根                 | 元箱根村                   | 元箱根村                     | 元箱根村                               | 元箱根村                         | 元箱根村                      | 昭和29年1月1日 箱根町           | 昭和31年9月30日 箱根町        | 箱根町                        | 箱根町   |
| 足 柄 下 郡 | 芦之湯         | 芦之湯               | 芦之湯                 | 芦之湯村                   | 芦之湯村                     | 芦之湯村                               | 芦之湯村                         | 芦之湯村                      | 昭和29年1月1日 箱根町           | 昭和31年9月30日 箱根町        | 箱根町                        | 箱根町   |
| 足 柄 下 郡 | 湯本村         | 湯本村               | 湯本村                 | 湯本村                     | 湯本村                       | 昭和2年10月1日 町制 湯本町             | 昭和2年10月1日 町制 湯本町       | 湯本町                        | 湯本町                          | 昭和31年9月30日 箱根町        | 箱根町                        | 箱根町   |
| 足 柄 下 郡 | 湯本茶屋村     | 湯本茶屋村           | 湯本茶屋村             | 湯本村                     | 湯本村                       | 昭和2年10月1日 町制 湯本町             | 昭和2年10月1日 町制 湯本町       | 湯本町                        | 湯本町                          | 昭和31年9月30日 箱根町        | 箱根町                        | 箱根町   |
| 足 柄 下 郡 | 畑宿村         | 畑宿村               | 畑宿村                 | 湯本村                     | 湯本村                       | 昭和2年10月1日 町制 湯本町             | 昭和2年10月1日 町制 湯本町       | 湯本町                        | 湯本町                          | 昭和31年9月30日 箱根町        | 箱根町                        | 箱根町   |
| 足 柄 下 郡 | 須雲川村       | 須雲川村             | 須雲川村               | 湯本村                     | 湯本村                       | 昭和2年10月1日 町制 湯本町             | 昭和2年10月1日 町制 湯本町       | 湯本町                        | 湯本町                          | 昭和31年9月30日 箱根町        | 箱根町                        | 箱根町   |
| 足 柄 下 郡 | 塔之澤村       | 塔之澤村             | 塔之澤村               | 湯本村                     | 湯本村                       | 昭和2年10月1日 町制 湯本町             | 昭和2年10月1日 町制 湯本町       | 湯本町                        | 湯本町                          | 昭和31年9月30日 箱根町        | 箱根町                        | 箱根町   |
| 足 柄 下 郡 | 底倉村         | 底倉村               | 底倉村                 | 温泉村                     | 温泉村                       | 温泉村                                 | 温泉村                           | 温泉村                        | 温泉村                          | 昭和31年9月30日 箱根町        | 箱根町                        | 箱根町   |
| 足 柄 下 郡 | 大平台村       | 大平台村             | 大平台村               | 温泉村                     | 温泉村                       | 温泉村                                 | 温泉村                           | 温泉村                        | 温泉村                          | 昭和31年9月30日 箱根町        | 箱根町                        | 箱根町   |
| 足 柄 下 郡 | 宮城野村       | 宮城野村             | 宮城野村               | 宮城野村                   | 宮城野村                     | 宮城野村                               | 宮城野村                         | 宮城野村                      | 宮城野村                        | 昭和31年9月30日 箱根町        | 箱根町                        | 箱根町   |
| 足 柄 上 郡 | 仙石原村       | 仙石原村             | 仙石原村               | 足柄下郡 仙石原村          | 仙石原村                     | 仙石原村                               | 仙石原村                         | 仙石原村                      | 仙石原村                        | 昭和31年9月30日 箱根町        | 箱根町                        | 箱根町   |
| 足 柄 上 郡 | 岡野村         | 岡野村               | 岡野村                 | 酒田村                     | 酒田村                       | 酒田村                                 | 酒田村                           | 酒田村                        | 酒田村                          | 昭和30年2月1日 開成町         | 開成町                        | 開成町   |
| 足 柄 上 郡 | 金井島村       | 金井島村             | 金井島村               | 酒田村                     | 酒田村                       | 酒田村                                 | 酒田村                           | 酒田村                        | 酒田村                          | 昭和30年2月1日 開成町         | 開成町                        | 開成町   |
| 足 柄 上 郡 | 延沢村         | 延沢村               | 延沢村                 | 酒田村                     | 酒田村                       | 酒田村                                 | 酒田村                           | 酒田村                        | 酒田村                          | 昭和30年2月1日 開成町         | 開成町                        | 開成町   |
| 足 柄 上 郡 | 円通寺村       | 円通寺村             | 円通寺村               | 酒田村                     | 酒田村                       | 酒田村                                 | 酒田村                           | 酒田村                        | 酒田村                          | 昭和30年2月1日 開成町         | 開成町                        | 開成町   |
| 足 柄 上 郡 | 中之名村       | 中之名村             | 中之名村               | 酒田村                     | 酒田村                       | 酒田村                                 | 酒田村                           | 酒田村                        | 酒田村                          | 昭和30年2月1日 開成町         | 開成町                        | 開成町   |
| 足 柄 上 郡 | 宮台村         | 宮台村               | 宮台村                 | 酒田村                     | 酒田村                       | 酒田村                                 | 酒田村                           | 酒田村                        | 酒田村                          | 昭和30年2月1日 開成町         | 開成町                        | 開成町   |
| 足 柄 上 郡 | 牛島村         | 牛島村               | 牛島村                 | 酒田村                     | 酒田村                       | 酒田村                                 | 酒田村                           | 酒田村                        | 酒田村                          | 昭和30年2月1日 開成町         | 開成町                        | 開成町   |
| 足 柄 上 郡 | 吉田島村       | 吉田島村             | 吉田島村               | 吉田島村                   | 吉田島村                     | 吉田島村                               | 吉田島村                         | 吉田島村                      | 吉田島村                        | 昭和30年2月1日 開成町         | 開成町                        | 開成町   |
| 足 柄 上 郡 | 神山村         | 神山村               | 神山村                 | 松田村                     | 明治42年4月1日 町制 松田町   | 松田町                                 | 松田町                           | 松田町                        | 松田町                          | 松田町                        | 松田町                        | 松田町   |
| 足 柄 上 郡 | 松田惣領       | 松田惣領             | 松田惣領               | 松田村                     | 明治42年4月1日 町制 松田町   | 松田町                                 | 松田町                           | 松田町                        | 松田町                          | 松田町                        | 松田町                        | 松田町   |
| 足 柄 上 郡 | 松田庶子       | 松田庶子             | 松田庶子               | 松田村                     | 明治42年4月1日 町制 松田町   | 松田町                                 | 松田町                           | 松田町                        | 松田町                          | 松田町                        | 松田町                        | 松田町   |
| 足 柄 上 郡 | 萱沼村         | 明治8年 寄村         | 明治8年 寄村           | 寄村                       | 寄村                         | 寄村                                   | 寄村                             | 寄村                          | 寄村                            | 昭和30年4月1日 松田町に編入   | 松田町                        | 松田町   |
| 足 柄 上 郡 | 弥勒寺村       | 明治8年 寄村         | 明治8年 寄村           | 寄村                       | 寄村                         | 寄村                                   | 寄村                             | 寄村                          | 寄村                            | 昭和30年4月1日 松田町に編入   | 松田町                        | 松田町   |
| 足 柄 上 郡 | 虫沢村         | 明治8年 寄村         | 明治8年 寄村           | 寄村                       | 寄村                         | 寄村                                   | 寄村                             | 寄村                          | 寄村                            | 昭和30年4月1日 松田町に編入   | 松田町                        | 松田町   |
| 足 柄 上 郡 | 大寺村         | 明治8年 寄村         | 明治8年 寄村           | 寄村                       | 寄村                         | 寄村                                   | 寄村                             | 寄村                          | 寄村                            | 昭和30年4月1日 松田町に編入   | 松田町                        | 松田町   |
| 足 柄 上 郡 | 中山村         | 明治8年 寄村         | 明治8年 寄村           | 寄村                       | 寄村                         | 寄村                                   | 寄村                             | 寄村                          | 寄村                            | 昭和30年4月1日 松田町に編入   | 松田町                        | 松田町   |
| 足 柄 上 郡 | 宇津茂村       | 明治8年 寄村         | 明治8年 寄村           | 寄村                       | 寄村                         | 寄村                                   | 寄村                             | 寄村                          | 寄村                            | 昭和30年4月1日 松田町に編入   | 松田町                        | 松田町   |
| 足 柄 上 郡 | 土佐原村       | 明治8年 寄村         | 明治8年 寄村           | 寄村                       | 寄村                         | 寄村                                   | 寄村                             | 寄村                          | 寄村                            | 昭和30年4月1日 松田町に編入   | 松田町                        | 松田町   |
| 足 柄 上 郡 | 苅野岩村       | 明治8年 苅野村       | 明治8年 苅野村         | 南足柄村                   | 南足柄村                     | 昭和15年4月1日 町制 南足柄町           | 昭和15年4月1日 町制 南足柄町     | 南足柄町                      | 南足柄町                        | 昭和30年4月1日 南足柄町       | 昭和47年4月1日 市制 南足柄市  | 南足柄市 |
| 足 柄 上 郡 | 苅野一色村     | 明治8年 苅野村       | 明治8年 苅野村         | 南足柄村                   | 南足柄村                     | 昭和15年4月1日 町制 南足柄町           | 昭和15年4月1日 町制 南足柄町     | 南足柄町                      | 南足柄町                        | 昭和30年4月1日 南足柄町       | 昭和47年4月1日 市制 南足柄市  | 南足柄市 |
| 足 柄 上 郡 | 弘西寺村       | 弘西寺村             | 弘西寺村               | 南足柄村                   | 南足柄村                     | 昭和15年4月1日 町制 南足柄町           | 昭和15年4月1日 町制 南足柄町     | 南足柄町                      | 南足柄町                        | 昭和30年4月1日 南足柄町       | 昭和47年4月1日 市制 南足柄市  | 南足柄市 |
| 足 柄 上 郡 | 雨坪村         | 雨坪村               | 雨坪村                 | 南足柄村                   | 南足柄村                     | 昭和15年4月1日 町制 南足柄町           | 昭和15年4月1日 町制 南足柄町     | 南足柄町                      | 南足柄町                        | 昭和30年4月1日 南足柄町       | 昭和47年4月1日 市制 南足柄市  | 南足柄市 |
| 足 柄 上 郡 | 福泉村         | 福泉村               | 福泉村                 | 南足柄村                   | 南足柄村                     | 昭和15年4月1日 町制 南足柄町           | 昭和15年4月1日 町制 南足柄町     | 南足柄町                      | 南足柄町                        | 昭和30年4月1日 南足柄町       | 昭和47年4月1日 市制 南足柄市  | 南足柄市 |
| 足 柄 上 郡 | 関本村         | 関本村               | 関本村                 | 南足柄村                   | 南足柄村                     | 昭和15年4月1日 町制 南足柄町           | 昭和15年4月1日 町制 南足柄町     | 南足柄町                      | 南足柄町                        | 昭和30年4月1日 南足柄町       | 昭和47年4月1日 市制 南足柄市  | 南足柄市 |
| 足 柄 上 郡 | 猿山村         | 猿山村               | 猿山村                 | 南足柄村                   | 南足柄村                     | 昭和15年4月1日 町制 南足柄町           | 昭和15年4月1日 町制 南足柄町     | 南足柄町                      | 南足柄町                        | 昭和30年4月1日 南足柄町       | 昭和47年4月1日 市制 南足柄市  | 南足柄市 |
| 足 柄 上 郡 | 飯沢村         | 飯沢村               | 飯沢村                 | 南足柄村                   | 南足柄村                     | 昭和15年4月1日 町制 南足柄町           | 昭和15年4月1日 町制 南足柄町     | 南足柄町                      | 南足柄町                        | 昭和30年4月1日 南足柄町       | 昭和47年4月1日 市制 南足柄市  | 南足柄市 |
| 足 柄 上 郡 | 狩野村         | 狩野村               | 狩野村                 | 南足柄村                   | 南足柄村                     | 昭和15年4月1日 町制 南足柄町           | 昭和15年4月1日 町制 南足柄町     | 南足柄町                      | 南足柄町                        | 昭和30年4月1日 南足柄町       | 昭和47年4月1日 市制 南足柄市  | 南足柄市 |
| 足 柄 上 郡 | 中沼村         | 中沼村               | 中沼村                 | 南足柄村                   | 南足柄村                     | 昭和15年4月1日 町制 南足柄町           | 昭和15年4月1日 町制 南足柄町     | 南足柄町                      | 南足柄町                        | 昭和30年4月1日 南足柄町       | 昭和47年4月1日 市制 南足柄市  | 南足柄市 |
| 足 柄 上 郡 | 怒田村         | 怒田村               | 怒田村                 | 福沢村                     | 福沢村                       | 福沢村                                 | 福沢村                           | 福沢村                        | 福沢村                          | 昭和30年4月1日 南足柄町       | 昭和47年4月1日 市制 南足柄市  | 南足柄市 |
| 足 柄 上 郡 | 小市村         | 小市村               | 小市村                 | 福沢村                     | 福沢村                       | 福沢村                                 | 福沢村                           | 福沢村                        | 福沢村                          | 昭和30年4月1日 南足柄町       | 昭和47年4月1日 市制 南足柄市  | 南足柄市 |
| 足 柄 上 郡 | 斑目村         | 斑目村               | 斑目村                 | 福沢村                     | 福沢村                       | 福沢村                                 | 福沢村                           | 福沢村                        | 福沢村                          | 昭和30年4月1日 南足柄町       | 昭和47年4月1日 市制 南足柄市  | 南足柄市 |
| 足 柄 上 郡 | 千津島村       | 千津島村             | 千津島村               | 福沢村                     | 福沢村                       | 福沢村                                 | 福沢村                           | 福沢村                        | 福沢村                          | 昭和30年4月1日 南足柄町       | 昭和47年4月1日 市制 南足柄市  | 南足柄市 |
| 足 柄 上 郡 | 壗下村         | 壗下村               | 壗下村                 | 福沢村                     | 福沢村                       | 福沢村                                 | 福沢村                           | 福沢村                        | 福沢村                          | 昭和30年4月1日 南足柄町       | 昭和47年4月1日 市制 南足柄市  | 南足柄市 |
| 足 柄 上 郡 | 竹松村         | 竹松村               | 竹松村                 | 福沢村                     | 福沢村                       | 福沢村                                 | 福沢村                           | 福沢村                        | 福沢村                          | 昭和30年4月1日 南足柄町       | 昭和47年4月1日 市制 南足柄市  | 南足柄市 |
| 足 柄 上 郡 | 炭焼所村       | 炭焼所村             | 炭焼所村               | 岡本村                     | 岡本村                       | 岡本村                                 | 岡本村                           | 岡本村                        | 岡本村                          | 昭和30年4月1日 南足柄町       | 昭和47年4月1日 市制 南足柄市  | 南足柄市 |
| 足 柄 上 郡 | 和田河原村     | 和田河原村           | 和田河原村             | 岡本村                     | 岡本村                       | 岡本村                                 | 岡本村                           | 岡本村                        | 岡本村                          | 昭和30年4月1日 南足柄町       | 昭和47年4月1日 市制 南足柄市  | 南足柄市 |
| 足 柄 上 郡 | 駒形新宿       | 駒形新宿             | 駒形新宿               | 岡本村                     | 岡本村                       | 岡本村                                 | 岡本村                           | 岡本村                        | 岡本村                          | 昭和30年4月1日 南足柄町       | 昭和47年4月1日 市制 南足柄市  | 南足柄市 |
| 足 柄 上 郡 | 塚原村         | 塚原村               | 塚原村                 | 岡本村                     | 岡本村                       | 岡本村                                 | 岡本村                           | 岡本村                        | 岡本村                          | 昭和30年4月1日 南足柄町       | 昭和47年4月1日 市制 南足柄市  | 南足柄市 |
| 足 柄 上 郡 | 三竹山村       | 三竹山村             | 三竹山村               | 岡本村                     | 岡本村                       | 岡本村                                 | 岡本村                           | 岡本村                        | 岡本村                          | 昭和30年4月1日 南足柄町       | 昭和47年4月1日 市制 南足柄市  | 南足柄市 |
| 足 柄 上 郡 | 岩原村         | 岩原村               | 岩原村                 | 岡本村                     | 岡本村                       | 岡本村                                 | 岡本村                           | 岡本村                        | 岡本村                          | 昭和30年4月1日 南足柄町       | 昭和47年4月1日 市制 南足柄市  | 南足柄市 |
| 足 柄 上 郡 | 沼田村         | 沼田村               | 沼田村                 | 岡本村                     | 岡本村                       | 岡本村                                 | 岡本村                           | 岡本村                        | 岡本村                          | 昭和30年4月1日 南足柄町       | 昭和47年4月1日 市制 南足柄市  | 南足柄市 |
| 足 柄 上 郡 | 内山村         | 内山村               | 内山村                 | 北足柄村                   | 北足柄村                     | 北足柄村                               | 北足柄村                         | 北足柄村                      | 北足柄村                        | 昭和30年4月1日 南足柄町       | 昭和47年4月1日 市制 南足柄市  | 南足柄市 |
| 足 柄 上 郡 | 矢倉沢村       | 矢倉沢村             | 矢倉沢村               | 北足柄村                   | 北足柄村                     | 北足柄村                               | 北足柄村                         | 北足柄村                      | 北足柄村                        | 昭和30年4月1日 南足柄町       | 昭和47年4月1日 市制 南足柄市  | 南足柄市 |
| 足 柄 上 郡 | 平山村         | 平山村               | 平山村                 | 北足柄村                   | 北足柄村                     | 北足柄村                               | 北足柄村                         | 北足柄村                      | 北足柄村                        | 昭和30年4月1日 山北町に編入   | 山北町                        | 山北町   |
| 足 柄 上 郡 | 川村岸         | 川村岸               | 川村岸                 | 川村                       | 川村                         | 昭和8年4月1日 町制改称 山北町          | 昭和8年4月1日 町制改称 山北町    | 山北町                        | 山北町                          | 昭和30年2月1日 山北町         | 山北町                        | 山北町   |
| 足 柄 上 郡 | 川村向原       | 川村向原             | 川村向原               | 川村                       | 川村                         | 昭和8年4月1日 町制改称 山北町          | 昭和8年4月1日 町制改称 山北町    | 山北町                        | 山北町                          | 昭和30年2月1日 山北町         | 山北町                        | 山北町   |
| 足 柄 上 郡 | 川村山北       | 川村山北             | 川村山北               | 川村                       | 川村                         | 昭和8年4月1日 町制改称 山北町          | 昭和8年4月1日 町制改称 山北町    | 山北町                        | 山北町                          | 昭和30年2月1日 山北町         | 山北町                        | 山北町   |
| 足 柄 上 郡 | 都夫良野村     | 都夫良野村           | 都夫良野村             | 共和村                     | 共和村                       | 共和村                                 | 共和村                           | 共和村                        | 共和村                          | 昭和30年2月1日 山北町         | 山北町                        | 山北町   |
| 足 柄 上 郡 | 皆瀬川村       | 皆瀬川村             | 皆瀬川村               | 共和村                     | 共和村                       | 共和村                                 | 共和村                           | 共和村                        | 共和村                          | 昭和30年2月1日 山北町         | 山北町                        | 山北町   |
| 足 柄 上 郡 | 川西村         | 川西村               | 川西村                 | 川西村                     | 明治44年4月1日 川西村        | 大正12年4月1日 清水村                  | 清水村                           | 清水村                        | 清水村                          | 昭和30年2月1日 山北町         | 山北町                        | 山北町   |
| 足 柄 上 郡 | 湯触村         | 湯触村               | 湯触村                 | 湯触村                     | 明治44年4月1日 川西村        | 大正12年4月1日 清水村                  | 清水村                           | 清水村                        | 清水村                          | 昭和30年2月1日 山北町         | 山北町                        | 山北町   |
| 足 柄 上 郡 | 谷ケ村         | 谷ケ村               | 谷ケ村                 | 谷ケ村                     | 谷ケ村                       | 大正12年4月1日 清水村                  | 清水村                           | 清水村                        | 清水村                          | 昭和30年2月1日 山北町         | 山北町                        | 山北町   |
| 足 柄 上 郡 | 山市場村       | 山市場村             | 山市場村               | 山市場村                   | 山市場村                     | 大正12年4月1日 清水村                  | 清水村                           | 清水村                        | 清水村                          | 昭和30年2月1日 山北町         | 山北町                        | 山北町   |
| 足 柄 上 郡 | 神縄村         | 神縄村               | 神縄村                 | 神縄村                     | 神縄村                       | 大正14年2月1日 清水村に編入 （神縄）   | 清水村                           | 清水村                        | 清水村                          | 昭和30年2月1日 山北町         | 山北町                        | 山北町   |
| 足 柄 上 郡 | 神縄村         | 神縄村               | 神縄村                 | 神縄村                     | 神縄村                       | 大正14年2月1日 三保村に編入 （神尾田） | 三保村                           | 三保村                        | 三保村                          | 昭和30年2月1日 山北町         | 山北町                        | 山北町   |
| 足 柄 上 郡 | 中川村         | 中川村               | 中川村                 | 中川村                     | 明治42年4月1日 三保村        | 三保村                                 | 三保村                           | 三保村                        | 三保村                          | 昭和30年2月1日 山北町         | 山北町                        | 山北町   |
| 足 柄 上 郡 | 玄倉村         | 玄倉村               | 玄倉村                 | 玄倉村                     | 明治42年4月1日 三保村        | 三保村                                 | 三保村                           | 三保村                        | 三保村                          | 昭和30年2月1日 山北町         | 山北町                        | 山北町   |
| 足 柄 上 郡 | 世附村         | 世附村               | 世附村                 | 世附村                     | 明治42年4月1日 三保村        | 三保村                                 | 三保村                           | 三保村                        | 三保村                          | 昭和30年2月1日 山北町         | 山北町                        | 山北町   |